# Prêmio Cenym de Teatro
O Anual Prêmio Cenym de Teatro Nacional, comumente promovido como Prêmio Cenym ou simplesmente Cenym, é um Prêmio de Mérito entregue anualmente pela ATEB - Academia de Artes no Teatro do Brasil, em reconhecimento à excelência dos profissionais e espetáculos mais proeminentes do ano. São as maiores láureas concedidas a um profissional de teatro no país, sendo atribuídas através da votação do grupo de membros da Academia, formado por atores, atrizes, diretores, cenógrafos, figurinistas, sonoplastas, maquiadores e outros profissionais em atividade no teatro brasileiro. Estão sujeitos à indicações, espetáculos lançados, ou que retornem em uma nova temporada, que nunca tenham sido indicados em nenhuma categoria nas edições anteriores e que fizeram, no mínimo, 8 apresentações em qualquer cidade brasileira com ingressos à venda para o público, entre janeiro e agosto de cada ano. A cerimônia de entrega das estatuetas ocorre tradicionalmente em novembro, honrando as melhores realizações técnicas e artísticas do ano em 30 categorias. Por ser um prêmio de mérito, o Cenym não leva em consideração o sucesso do espetáculo com o total de público que assistiu durante uma temporada, e avalia exclusivamente os méritos artísticos e os aspectos técnicos da produção. É considerado o Oscar do teatro no Brasil, não só por ser o primeiro e único de abrangência nacional, por desenvolver e aplicar o seu próprio formato não se inspirando em nenhuma premiação estrangeira, mas por ser a única premiação dos palcos concedida por uma Academia, sendo assim, o reconhecimento dos pares. Tanto o Cenym quanto a Academia foram criados pelo ator, diretor e crítico de teatro sergipano Tom Williamson.

## História
O  Cenym começou celebrando o teatro em 2001, em Sergipe, quando o ator, diretor e crítico de teatro, Tom Williamson, teve a ideia de criar o prêmio como forma de incentivo para o teatro sergipano. O evento permaneceu regional até 2007, quando Williamson decidiu ampliar o evento. Embora tenha se tornando nacional em 2007 o Cenym permaneceu com seu padrão regional até 2010, quando foram anunciadas grandes mudanças que seriam aplicadas ao longo dos anos, de forma gradativa, para adequar o prêmio ao que ele se tornou. Com a criação da Academia, novas categorias são criadas, a cerimônia de entrega das estatuetas ganha um novo padrão e a votação do público pela internet que definia os vencedores foi definitivamente encerrada, iniciando assim, a era de eleições definidas apenas pelos votos dos membros.

## Categorias Oficiais
O Prêmio Cenym consagra anualmente profissionais em 30 categorias de indicações que são divididas em duas subcategorias: prêmios artísticos e prêmios técnicos.
CATEGORIAS EM PRÊMIOS ARTÍSTICOS (Prêmios principais)
- Melhor Espetáculo
- Melhor Direção
- Melhor Ator
- Melhor Atriz
- Melhor Ator Coadjuvante
- Melhor Atriz Coadjuvante
- Melhor Texto Original
- Melhor Texto Adaptado
- Melhor Grupo de Teatro
- Melhor Companhia de Teatro
- Melhor Elenco
- Melhor Monólogo
- Melhor Qualidade Artística de Produção
- Melhor Montagem Brasileira de Uma Obra Original Estrangeira
- Melhor Preparação Corporal ou Direção de Movimento

#### CATEGORIAS EM PRÊMIOS TÉCNICOS
- Melhor Qualidade Técnica de Produção
- Melhor Figurino
- Melhor Maquiagem e Visagismo
- Melhor Iluminação ou Uso da Luz
- Melhor Direção de Arte
- Melhor Cenário
- Melhor Fotografia de Publicidade
- Melhor Cartaz e Programação Visual
- Melhor Trilha Sonora Original ou Adaptada
- Melhor Canção Original ou Adaptada
- Melhor Sonoplasta ou Execução de Som
- Melhores Efeitos Sonoros ou Trilha Fragmentada
- Melhores Adereços ou Objetos de Cena
- Melhor Teatro ou Casa de Espetáculos
- Melhor Concepção Cênica

PRÊMIOS ESPECIAIS
- Prêmio de Realizações em Vida - Prêmio Honorário

## Membros e Sistema de votação
Ao longo dos anos a Ateb reformulou sua forma de votação e seu grupo de membros votantes, assim como o sistema de adesão desses profissionais. Nas primeiras edições do evento os indicados e vencedores eram definidos por um grupo de até 10 profissionais convidados, aqueles que aceitavam o convite, formavam uma bancada especial que assistiam e analisavam os espetáculos, depois votavam. Quando o Cenym passou a ser definido por votação pela internet, a partir da edição de 2006, esse mesmo grupo votava apenas para escolher os indicados, sendo os vencedores definidos pelo voto popular.  Em 2010, após a criação da Academia, a votação do público foi encerrada e o número de convidados ampliado, desde então, apenas membros definem indicados e vencedores todos os anos. Para ter direito a voto é necessário receber um convite formal da organização para se tornar membro, ou ser um vencedor do Cenym em qualquer edição. Em 2016, a Academia passou a receber pedidos de adesão de profissionais que desejam fazer parte do grupo oficial de eleições. Assim, após o envio do pedido, o candidato passa por um rigoroso processo de análise interna, tendo, ou não, seu pedido aprovado semanas depois. Apesar da mudança, a organização mantém sua forma tradicional de incluir novos membros votantes: enviando convite formal para determinado profissional, e elegendo automaticamente os vencedores de cada edição.

## Escolha dos Indicados e Vencedores
Para uma obra ser candidata à indicação da estatueta é preciso que ela seja inscrita para análise através do site oficial do Cenym e esteja de acordo com os critérios da elegibilidade que são anunciados todos os anos. Essa inscrição é anual e ajuda a Academia indicar para os membros obras em cartaz em determinado estado, cidade e região. Membros oficiais e integrantes do comitê de indicações também assistem, classificam e indicam espetáculos por conta própria durante todo o ano. Após analisar todas as obras indicadas e assistidas ao longo do ano o comitê organiza uma lista com 10 pré-indicados em cada uma das categorias da premiação; após a criação da lista, abre-se a primeira votação, onde apenas membros selecionados e que representam seus grupos de pares em cada nomeação podem votar, ou seja, atores votam nas categorias de atuação, maquiadores votam na categoria de melhor maquiagem, figurinistas votam na categoria de melhor figurino, diretores votam na categoria de melhor direção, sonoplastas votam na categoria de melhor sonoplastia, cenógrafos votam na categoria de melhor cenário e assim por diante. Já na categoria de melhor espetáculo todos os membros selecionados nesta primeira fase podem votar, escolhendo assim, os indicados de cada edição. Após anunciar oficialmente a lista dos indicados, a organização inicia uma segunda votação, esta então é aberta para todos os membros, sendo assim, definidos os vencedores do ano.